# Трав'янець
Трав'яне́ць (Emberizoides) — рід горобцеподібних птахів родини саякових (Thraupidae). Представники цього роду мешкають в Центральній і Південній Америці.

## Опис
Трав'янці — птахи середнього розміру в довгими, гострими хвостами, довжина яких становить 20-22 см, а вага 18,5-36,6 г. Вони живуть на відкритих рівнинах.

## Таксономія і систематика
Рід Emberizoides традиційно відносили до родини вівсянкових (Emberizidae), однак за результатами молекулярно-філогенетичних досліджень він, разом з низкою інших родів, був переведений до родини саякових (Thraupidae). Генетичні дослідження показали, що найближчими родичками трав'янців є представники роду Пампасник (Embernagra) і Чорнощока вівсянка (Coryphaspiza). Ці три роди систематики відносять до підродини Emberizoidinae.

## Види
Виділяють три види:
- Трав'янець малий (Emberizoides ypiranganus)
- Трав'янець гострохвостий (Emberizoides herbicola)
- Трав'янець великий (Emberizoides duidae)

## Етимологія
Наукова назва роду Emberizoides походить від сполучення наукової назви роду Вівсянка (Emberiza Linnaeus, 1758) і суффікса дав.-гр. οιδης — той, що нагадує.